# Beth Guzzo
Elizabeth Balbino Guzzo, mais conhecida pelo nome artístico Beth Guzzo (São Paulo, 2 de abril de 1975) é uma produtora musical e cantora brasileira. É filha do humorista, cantor, compositor e produtor de televisão Valentino Guzzo, que interpretava a personagem Vovó Mafalda na televisão.
Como cantora, foi uma das principais vozes femininas da música sertaneja na década de 1990. Também possui carreira na televisão como apresentadora e produtora musical.

## Carreira
Começou sua carreira musical em 1989 como cantora infantil interpretando a música  “Me Dá Me Dá”. Após investir na lambada com a música "Ai Moreno", passou a ingressar no gênero sertanejo.
Interpretou hits como “Carregado de Amor”, “Peão de Verdade”, “Senhora da Pele Morena”, "Vem Meu Cowboy" e "Incerteza". Em 2010, celebrou 20 anos de carreira. Neste mesmo ano, lançou seu primeiro álbum ao vivo.
Também foi apresentadora de televisão, tendo passagens por TV Gazeta e RedeTV!. Ainda na área, passou a ser produtora musical, integrando a equipe do "Programa do Ratinho", no SBT.

## Discografia

### LPs
- 1989 - Beth Guzzo (Copacabana)
- 1991 - Beth Guzzo (Polydisc)
- 1992 - Sua Estrela (WEA)

### CDs
- 1993 - Beth Guzzo (Warner Music)
- 1995 - É a Vida (RGE)
- 1996 - Beth Guzzo (RGE)
- 1999 - Trem Bão (Gema)
- 2002 - Gamação Danada (Atração)
- 2007 - Vai Tremer o Chão (Arlequim)
- 2010 - Beth Guzzo Ao Vivo (Independente)

### Single
- 1990 - Ai Moreno[nota 1]